# Warcab
Warcabowie (Varczab, Warczab, Warczaba) – rodzina mieszczan radomskich.
Pierwsze wzmianki o rodzinie Warcabów w Radomiu znajdują się w Liber beneficiorum dioecesis Cracoviensis Jana Długosza, który tworząc owo zestawienie w latach 1440–1480 wśród właścicieli ogrodów w podradomskim Dzierzkowie wymienia właśnie Warcabów.
W 1481 roku Jan Warcab, mieszczanin i rajca miasta Radomia, ufundował testamentem kaplicę ku czci Bożego Ciała w kościele parafialnym Jana Chrzciciela w Nowym Radomiu (tzw. kaplica Warcabowa lub Różańcowa). 18 lipca 1520, Zygmunt, król polski, na prośby plebana radomskiego Feliksa z Woli Pawłowskiej zatwierdza sześć dokumentów dla kościoła parafialnego w Radomiu. Wśród tych dokumentów jest też potwierdzony przez biskupa krakowskiego testament Jana Warcaba. W kolejnych latach również inni Warcabowie byli fundatorami tej kaplicy: w 1524 roku zapis 10 grzywien na kaplicę Warcabowską zrobił Marcin Warcab (prawdopodobnie syn fundatora), 1673 roku mieszczanin radomski Adrian Warcab zapisał 5000 złp na części Zamłynia z przeznaczeniem na uposażenie drugiego księdza przy tejże kaplicy. Kapitał 300 złp powierzony Łukaszowi Warcabowi z Dzierzkowa był przeznaczony na wspólny stół dla mansyonarzy radomskich.
Pod Kaplicą Warcabową w kościele pw. Jana Chrzciciela w Radomiu jeszcze w 1911 roku znajdował się grób zasklepiony, w którym stały trzy trumny zawierające kości rodu Warcabów. Dwie z nich były drewniane i zniszczone, a na trzeciej (zrobionej z piaskowca) wyryty był napis:

W TEI TRUNNIE KOSCI
WARCABOW
ODPOCZYBOJA
R. P. 1729 DNIA 12 MAJA

Z tej rodziny też Kacper Warcab (1559–1625) zwany Cylindrynusem – polski duchowny katolicki, wykładowca wydziału filozoficznego Akademii Krakowskiej, syn Wojciecha Warcaba z Radomia, a także Jakub Warcab, brat Kacpra, absolwent Akademii Krakowskiej z 1589 roku. Z tej rodziny również: Paweł Warczab (w 1648 roku rajca, a od 1658 roku burmistrz Radomia), Łukasz Warcab (prawdopodobnie tożsamy ze wspomnianym Łukaszem z Dzierzkowa; jako Łukasz Warcab (Cylindrinus) syn Macieja z Radomia był absolwentem Akademii Krakowskiej w roku 1604, w 1649 roku podwójci w Jastrzębiu, siostrzeniec Jakuba Janidło i teść Tomasza Ragiusa, wójta Szydłowca), synowie tegoż Łukasza z Jastrzębia - Jan Warcab (w 1676 roku rajca iłżecki) i Jakub Warcab (rajca szydłowiecki, od 1668 roku wójt Szydłowca), a także Adrian Warcab (syn Adriana, w 1712 roku wójt Radomia).